# Kay Hawtrey
Katharine Mary Craven Hawtrey (* 8. November 1926 in Toronto, Kanada; † 11. Juni 2021 ebenda) war eine kanadische Schauspielerin.

## Leben
Ihre Karriere begann sie in den späten 1950er Jahren mit einzelnen Auftritten in verschiedenen Fernsehserien der CBS. Nachdem sie in den 1960er Jahren bis auf eine Ausnahme gar nicht zu sehen war, spielte sie im folgenden Jahrzehnt vor allem in Fernsehproduktionen mit.
Sie war von 1956 bis 1967 mit dem Schauspieler John Clark verheiratet, mit dem sie einen Sohn (* 1963) hatte.

## Filmografie (Auswahl)
- 1957: Hawkeye and the Last of the Mohicans (Fernsehserie, eine Folge)
- 1971: Paul Bernard, Psychiatrist (Fernsehserie, unbekannte Anzahl Folgen)
- 1971: Play for Today (Fernsehserie, eine Folge)
- 1971: Face-Off
- 1971: All the Way home (Fernsehfilm)
- 1971, 1972: Polizeiarzt Simon Lark (Police Surgeon, Fernsehserie, zwei Folgen)
- 1978: Trucker (High-Ballin’)
- 1979: Summer’s Children
- 1979: Von der Liebe zerrissen (Torn Between Two Lovers) (Fernsehfilm)
- 1979: Der letzte Indianer (Fish Hawk)
- 1980: Die Chaotin und der Wolfmann (Mom, the Wolfman and Me) (Fernsehfilm)
- 1980: Schreie der Nacht (Cries in the Night)
- 1981: The Intruder
- 1981: Gefangene der Wildnis (Silence of the North)
- 1983: Videodrome
- 1984: Flucht zu dritt (Mrs. Soffel)
- 1984: Police Academy – Dümmer als die Polizei erlaubt (Police Academy)
- 1985: Nachtstreife (Night Heat, Fernsehserie, 1 Folge)
- 1986: Die Spur des Mörders (Confidential)
- 1987: Goofballs
- 1987: Im Spiegel lauert der Tod (Haunted by Her Past) (Fernsehfilm)
- 1987: Police Academy 4 – Und jetzt geht’s rund (Police Academy 4: Citizens on Patrol)
- 1988: Verheiratet mit zwei Frauen (Double Standard) (Fernsehfilm)
- 1991: Die Rückkehr der Unbestechlichen (The Return of Eliot Ness) (Fernsehfilm)
- 1992: Baby an Bord (Baby on Board)
- 1994: Die Geschworene – Verurteilt zur Angst (Trial by Jury)
- 1996: Gestohlene Herzen (Two If by Sea)
- 1997: Sterben und erben (Critical Care)
- 1998: Düstere Legenden (Urban Legend)
- 2002: American Psycho II: Der Horror geht weiter (American Psycho II: All American Girl)
- 2000: Relic Hunter – Die Schatzjägerin (Relic Hunter, Fernsehserie, 1 Folge)
- 2001: Focus
- 2002: Perfect Pie
- 2006: Kaliber 45 (.45)
- 2008: M.V.P. (Fernsehserie, acht Folgen)